# Lány (Chrudimi járás)
Lány település Csehországban, a Chrudimi járásban. Lány Bylany, Heřmanův Městec, Stolany, Chrudim, Sobětuchy és Morašice településekkel határos. Lakosainak száma 295 fő (2024. január 1.).

## Népesség
A település lakosságának változását az alábbi diagram mutatja:
| Lakosok száma | 441  | 487  | 455  | 285  | 269  | 209  | 264  | 274  | 283  | 295  |
|               | 1869 | 1890 | 1921 | 1950 | 1980 | 2001 | 2017 | 2019 | 2022 | 2024 |